# ماركوس دانيلسون
ماركوس دانيلسون (بالسويدية: Marcus Danielson)‏ هو لاعب كرة قدم سويدي، ولد في 8 أبريل 1989 في السويد. شارك مع منتخب السويد تحت 17 سنة لكرة القدم. أما مع النوادي، فقد لعب مع نادي هلسينغبورغ.

## وصلات خارجية
- ماركوس دانيلسون على موقع الاتحاد الأوربي (الإنجليزية)
- ماركوس دانيلسون على موقع اتحاد السويد (السويدية)
- ماركوس دانيلسون على موقع قاعدة بيانات كرة القدم.إي يو (الإنجليزية)
- ماركوس دانيلسون على موقع بيانات كرة القدم. دي إي (الألمانية)
- ماركوس دانيلسون على موقع ليكيب (الفرنسية)
- ماركوس دانيلسون على موقع ناشيونال فوتبول تيمز (الإنجليزية)
- ماركوس دانيلسون على موقع Soccerway.com (الإنجليزية)
- ماركوس دانيلسون على موقع عالم كرة القدم.نت (الإنجليزية)